# Kagghamraån

Kagghamraån är en å på Södertörn, Stockholms län. Den är det största vattendraget i Kagghamraåns sjösystem och därför används namnet även om hela sjösystemet. Själva Kagghamraåns huvudfåra börjar där Axån, Iselstabäcken och Norrgaån flyter ihop vid länsväg 257 intill Rosenhill. Ån rinner ut i Kaggfjärden i Östersjön.
Kagghamraån är en av de viktigaste reproduktionslokalerna för havsöring längs Sveriges ostkust. Även stensimpa och bäcknejonöga trivs i ån.